# Davit Szafariján
Davit Szafariján (Cserkeszk, 1989. augusztus 1. –) örmény szabadfogású birkózó. A 2018-as birkózó-világbajnokságon a negyeddöntőbe jutott 70 kg-os súlycsoportban, szabadfogásban. A 2013-as birkózó világbajnokságon szabadfogásban a 66 kg-os súlycsoportban aranyérmet szerzett, valamint a 2013-ban a birkózó Európa-bajnokság keretein belül szintén aranyérmes lett. Ezen kívül van még egy Európa-bajnoki bronzérme 66 kg-os súlycsoportban.

## Sportpályafutása
A 2018-as birkózó-világbajnokságon a 70 kg-osok súlycsoportjában megrendezett negyeddöntő során a bahreini Adam Batirov volt az ellenfele, aki 10–0-ra verte. Korábbi mérkőzésein előbb a magyar Lukács Norbertet verte 4–1-re, majd az izraeli Emrach Gasanovot verte 10–0-ra.